# Lista delle famiglie linguistiche

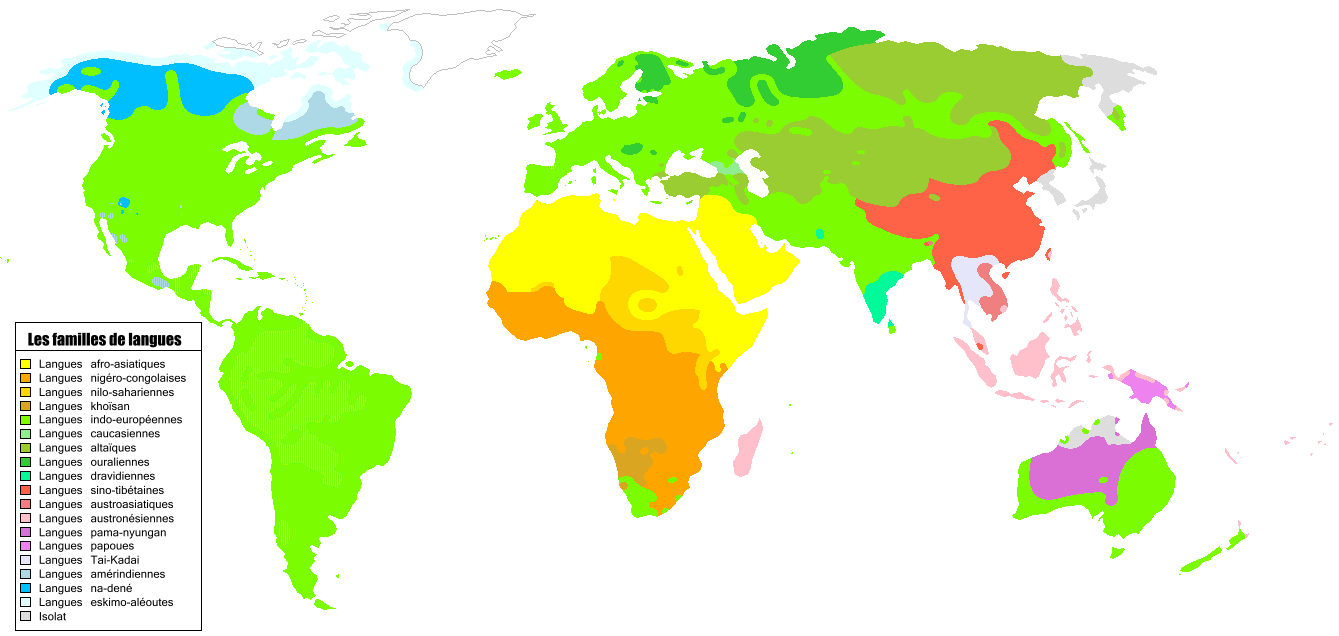
Distribuzione delle maggiori famiglie linguistiche.

Una Famiglia linguistica è formata da un gruppo di lingue,  discendenti da una lingua ancestrale comune (denominata Protolingua).
Nell'elenco seguente sono riportate le maggiori famiglie linguistiche del mondo ordinate per numero di locutori:

- Lingue indoeuropee (~45%)
- Lingue sino-tibetane (~22%)
- Lingue niger-kordofaniane (~10%)
- Lingue afroasiatiche (~5%)
- Lingue austronesiane (~5%)
- Lingue elamo-dravidiche (~3%)
- Lingue altaiche (~3%)
- Lingua giapponese (~2%)
- Lingue austroasiatiche (~1 %)
- Lingue uraliche (~0,4%)
- Lingue caucasiche (~0,2%)
- Lingue nilo-sahariane (~0,12%)
- Lingue tupi-guaraní (<0,1%)
- Lingue Nakho-Dagestaniane (<0,1%)
- Lingue maya (<0,1%)
- Lingue uto-azteche (<0,1%)
- Lingue Na-Dené (<0,1%)
- Lingue khoisan (<0,1%)
- Lingue algonchine (<0,1%)
- Lingue salish (<0,1%)
- Lingue wakashane (<0,1%)
- Lingua cree (<0,1%)
- Lingue siouan (<0,1%)
- Lingue irochesi (<0,1%)
- Lingue caddoan (<0,1%)
- Lingue hokan (<0,1%)
- Lingue penuti del plateau (<0,1%)
- Lingue mixe-zoque (<0,1%)
- Lingue tucanoane (<0,1%)
- Lingue kiowa-tano (<0,1%)
- Lingue oto-mangue (<0,1%)
- Lingue misumalpane (<0,1%)
- Lingue chibcha (<0,1%)
- Lingue macro-gê (<0,1%)
- Lingue panoane (<0,1%)
- Lingue caribe (<0,1%)
- Lingue mataco-guaicuru (<0,1%)
- Lingue arawak (<0,1%)
- Lingue araucaniane (<0,1%)
- Lingue eschimo-aleutine (<0,1%)